# Dover (groupe)
Dover est un groupe de rock espagnol, originaire de Madrid. Formé en 1992, le groupe chante en anglais, et est mené par les sœurs Llanos et plus spécialement par Amparo Llanos. Le groupe est composé de quatre membres : les deux sœurs Llanos, Cristina et Amparo ainsi que Samuel Titos et Jesús Antúnez. Le groupe a triomphé en Espagne et à l’étranger comme le démontre leurs fréquentes tournées en Allemagne. La discographie du groupe est composée de sept CD, dont un EP, ainsi qu’un DVD. En 2016, le groupe annonce sa séparation officielle.

## Biographie

### Débuts

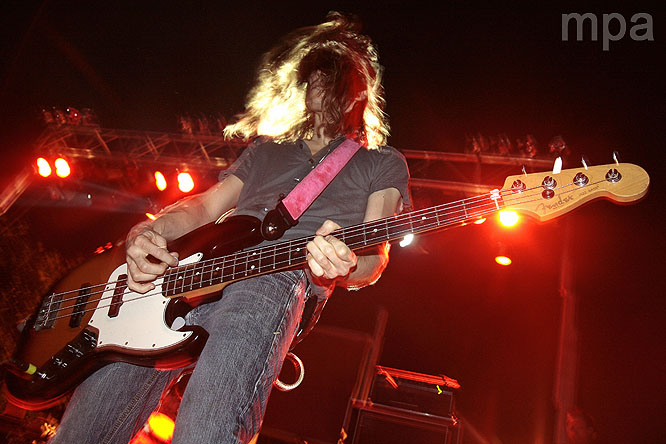
Samuel Titos.

Dover nait en 1992 dans la banlieue de Madrid, dans la municipalité Boadilla del Monte, quand les sœurs Llanos décident de former un groupe de rock  inspiré par la scène alternative de Seattle. En 1994, le batteur Jesús Antúnez et le bassiste Álvaro Gómez se joignent au groupe. Une des maquettes du groupe est alors donnée à la radio Disco Grande de RNE Radio 3 et est ensuite programmé. Le groupe signe alors un contrat d’un an avec la petite maison de disques indépendante Everlasting-Caroline.
Leur premier album Sister sort en 1995 mais manque de promotion et se vend peu ; cependant, le fanzine espagnol Mondo Sonoro l’inclut dans les 10 meilleurs albums nationaux de l’année. Malgré le succès limité des ventes, Dover réussit à se populariser dans la scène de Madrid, et enregistre même le clip de Come With Me, réalisé par Juan Bullón, mais la chanson ne sera pas publié en single à cette période.

### Devil Came to Me
Après avoir conclu leur premier contrat, ils signent avec le label indépendant Subterfuge Records, qui produit leur deuxième album Devil Came to Me. Cet album est un succès sans précédent dans la scène indépendante espagnole. Une partie de la chanson qui donne son titre à l’album est reprise dans une annonce télévisée de la Radical Fruit Company et donne ainsi une célébrité nationale au groupe. Au cours de la promotion de cet album, en 1997, le bassiste est remplacé par Álvaro Díez, qui avait déjà fait partie du groupe à ces débuts. L'album se vend à plus de 500 000 exemplaires et leur apporte de nouveaux fans étrangers d’Europe et d’Amérique.
Les rapports entre le groupe et Subterfuge Records se détériorent, ils changent donc de maison de disques et signent avec Chrysalis Records. En 1998, ils créent leur propre label Loli Jackson Records. L'année suivante ils enregistrent leur troisième album Late at Night à Seattle.

### DeLate at NightàThe Flame
En 2000, ils reçoivent le prix MTV Europe Music Awards du meilleur groupe espagnol. En 2001, Chrysalis réédite leur premier album Sister en incluant la chanson inédite Noche tras Noche. En septembre de cette même année, après des séances d'enregistrement tendues à Los Angeles marquées par leurs désaccords avec le producteur du disque Barret Jones, le groupe sort son quatrième album I Was Dead For 7 Weeks In The City Of Angels. En 2003, ils ont lancé leur cinquième album The Flame, avec un son plus pop.
En mai 2005, le bassiste Álvaro Díez est expulsé du groupe et remplacé par Samuel Titos, ancien guitariste et chanteur du groupe Sperm. Un nouvel album voit le jour début octobre 2006 appelé Follow the city lights dont le premier single s'intitule Let m'out. Comme nouveauté, Dover introduit pour la première fois des accords électroniques dans sa musique tandis que Daniel Alcover devient leur producteur.

### Fin et séparation

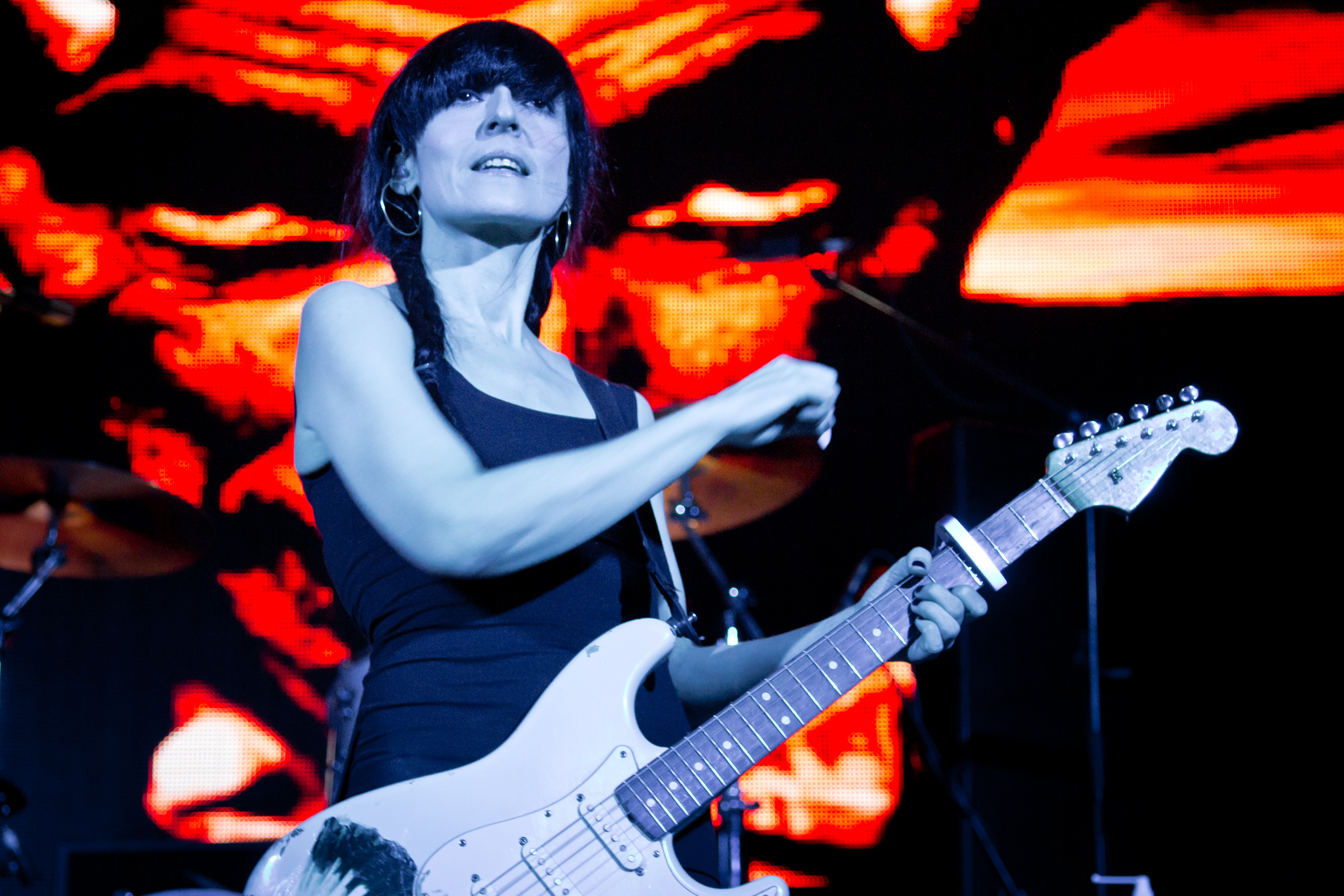
Cristina Llanos, en tournée Dover Came to Me en 2014.

Depuis le 27 novembre 2007, un nouvel album, simplement intitulé 2, est publié. la majorité des chansons figurant sur ce disque sont déjà connues du grand public. Sur le premier CD, se trouvent 14 de leurs titres comme Serenade ou encore des succès comme Cherry Lee ou King George. Il s'agit ici de faire connaitre à leur fans les plus récents la musique grunge qu'avait l'habitude de jouer Dover. Leur second CD, exclusivement électronique, se compose du morceau inédit Soldier, quatre chansons de leur précédent album -les trois singles Let Me Out, Do Ya, Keep on Moving ainsi que Tonight - et les nouvelles versions de Devil Came to Me, Serenade, DJ, Cherry Lee, et King George, appropriées aux diffusions en discothèque.
Dover annonce l'album live Devil Came to Me pour célébrer leur douzième anniversaire. En 2013, ils rééditent leur album Devil Came to Me, sous le titre Dover Came to Me, en différents formats. Le format deluxe comprend un premier CD avec une version remasterisée de l'album en plus de chansons bonus, un second CD avec leurs chansons live et un DVD de leurs concerts au Palacio de Deportes de la Comunidad de Madrid en 1997.
En novembre 2016, Amparo Llanos annonce à Radio 3 la séparation du groupe, ainsi que la formation, avec Samuel Titos, d'un nouveau appelé New Day, tandis que le batteur Jesús Antúnez se consacrera à sa carrière de DJ.

## Influences
Les chansons de Dover sont toutes en anglais, à l’exception de Noche tras noche et sont composées par les sœurs Llanos. Amparo Llanos compose la musique, tandis que Cristina Llanos écrit les textes.
Les deux sœurs ont déclaré être très influencées par The Beatles, le mouvement grunge, et plus spécialement par Nirvana. Ces influences se retrouvent non seulement dans leurs morceaux mais également dans les textes de Cristina à travers différents clins d’œil. Ainsi, on trouve des références à Paul McCartney dans les chansons King George (« I need a McCartney's song ») et 27 Years dans laquelle est nommée la célèbre chanson : Band on the Run. De plus, dans la chanson The Weak Hour of the Rooster, un vers cite les dernières paroles de Kurt Cobain, le leader de Nirvana, juste avant de se suicider : « It's better to burn than to fade away », elle-même provenant d'une chanson de Neil Young.

## Membres

### Derniers membres
- Amparo Llanos - guitare
- Cristina Llanos - chant, guitare
- Jesús Antúnez - batterie
- Samuel Titos - basse

### Anciens membres
- Álvaro Gómez - basse (1994-1997)
- Álvaro Díez - basse (1997-2005)

## Discographie

### Albums studio
- 1995 : Sister (réédité en 2001)
- 1997 : Devil Came to Me
- 1999 : Late at Night
- 2001 : I Was Dead for 7 Weeks in the City of Angels
- 2003 :  The Flame
- 2004 : It's Good to Be Me! (réédition de l'EP)
- 2006 : Follow the City Lights
- 2010 : I Ka Kené

### EP
- 2002 : It's Good to Be Me!

## Filmographie
- 2003 :Dover: 1993-2003 (DVD retraçant la carrière du groupe à travers leurs clips, leurs concerts et leurs sessions acoustique)